# Кочешков, Евгений Николаевич
Евге́ний Никола́евич Кочешко́в (23 июня 1953, Алма-Ата, КазССР, СССР — 30 апреля 2001, Москва, Россия) — российский и советский военачальник. Начальник штаба береговых войск Военно-Морского флота Российской Федерации (1997—2001), командир 336-й отдельной гвардейской бригады морской пехоты (1990—1995). Герой Российской Федерации (1995). Генерал-майор (22.12.1999).

## Биография
Родился 23 июня 1953 года в столице Казахской ССР городе Алма-Ате. Окончил среднюю школу в городе Благовещенске.
В 1974 году окончил Дальневосточное высшее общевойсковое командное училище имени К. К. Рокоссовского. С 1974 по 1985 годы проходил службу в 61-м отдельном Киркенесском Краснознамённом полку морской пехоты, который в 1980 году был развёрнут в 61-ю отдельную Краснознамённую бригаду морской пехоты (Северный флот). Командовал взводом, с 1975 года — ротой, с 1979 года был начальником штаба, а с 1982 года — командиром 3-го десантно-штурмового батальона.
В 1988 году окончил Военную академию имени М. В. Фрунзе. После её окончания в 1988 году был назначен начальником штаба — заместителем командира 336-й отдельной гвардейской бригады морской пехоты дважды Краснознамённого Балтийского флота. В 1990 году назначен командиром отдельной 336-й гвардейской бригады морской пехоты Балтийского флота.
В январе-феврале 1995 года бригада под его командованием участвовала в штурме Грозного в период Первой чеченской войны. Бригаде была поставлена задача занять здание Президентского дворца и прилегающие административные здания. Прорвавшись к намеченной цели, морские пехотинцы подверглись многочисленным контратакам. Только за 19 января 1995 года они отбили 7 атак, зачастую переходивших в рукопашные схватки. Полковник Кочешков был контужен в бою, но умело организовал круговую оборону. Район был удержан по подхода танков и мотострелков, после чего бригада выполнила поставленную задачу и овладела Президентским дворцом. Затем были тяжелые бои с районе площади «Минутка» и операция по разгрому дудаевских формирований в районе Ведено.
За мужество и героизм, проявленные при выполнении специального задания, Указом Президента Российской Федерации от 9 августа 1995 года гвардии полковнику Кочешкову Евгению Николаевичу присвоено звание Героя Российской Федерации с вручением медали «Золотая Звезда» (№ 193).
9 мая 1995 года в Москве на параде на Поклонной горе в честь 50-летия Победы возглавлял парадную коробку морских пехотинцев Балтийского и Северного флотов. В сентябре этого года направлен на учёбу.
В 1997 году окончил Военную академию Генерального штаба Вооружённых сил Российской Федерации. С 1997 года — начальник штаба береговых войск Военно-морского флота Российской Федерации. В 1999—2000 годах участвовал в боевых действиях во Второй чеченской войне.
Скончался в Москве 30 апреля 2001 года. Похоронен в городе-герое Москве на Троекуровском кладбище.

## Награды
- Герой Российской Федерации (9.08.1995)
- Орден Мужества
- Орден «За военные заслуги» (25.01.2000)[2]
- Орден «За службу Родине в Вооружённых Силах СССР» 3-й степени
- Медали СССР и России

## Память

Мемориальная доска на здании гимназии №1 в Благовещенске

- Мемориальная доска на здании гимназии №1 в городе Благовещенске.
- Именем Е. Н. Кочешкова назван малый десантный корабль на воздушной подушке дважды Краснознамённого Балтийского флота.
- Именем героя назван буксир ЗАО «Портовый флот» порта Санкт-Петербург.
- На Аллее Героев на территории 336-й бригады морской пехоты установлен бюст.
- На аллее Героев Дальневосточного высшего общевойскового командного училища им. К. К. Рокоссовского установлен бюст.
- В Балтийске Калининградской области именем Евгения Кочешкова названа улица (бывшая Советская).